# Perry Moore
Perry Moore, właśc. William Perry Moore IV (ur. 4 listopada 1971 w Richmond, zm. 17 lutego 2011 w Nowym Jorku) – amerykański pisarz, scenarzysta i producent filmowy. Był producentem m.in. filmu Opowieści z Narnii.

## Życiorys
Moore urodził się 4 listopada 1971 w Richmond, w stanie Wirginia. Jego ojciec był weteranem wojny w Wietnamie, który otrzymał Brązową Gwiazdę. Moore miał dwie siostry: Jane i Elizabeth.
Ukończył liceum z Norfolk Akademii w 1990 roku. Był absolwentem Uniwersytetu w Virginii w 1994 r.
Moore był producentem wykonawczym filmu Opowieści z Narnii: Lew, czarownica i stara szafa.
Otwarcie przyznawał się do homoseksualizmu i mieszkał w Nowym Jorku ze swoim życiowym partnerem Hunterem Hill.
Zmarł 17 lutego 2011 roku w Nowym Jorku w wieku 39 lat. Prawdopodobną przyczyną śmierci Moore’a było przedawkowanie leków.